# Herbert Eckstein (Mediziner)
Herbert Eckstein (* 11. Juli 1926; † 5. November 1986) war ein deutsch-britischer Kinderchirurg mit dem Spezialgebiet der Kinderurologie.

## Leben
Herbert B. Eckstein wurde als Sohn des Albert Eckstein, gest. 1950 in Hamburg, und der Erna Eckstein-Schlossmann, gest. 1998 in Cambridge, in eine deutsche Medizinerfamilie geboren. Vater, Mutter und Großvater Arthur Schloßmann waren Pädiater. Nachdem der Vater, seit 1932 als Nachfolger seines Schwiegervaters Direktor der Akademischen Kinderklinik in Düsseldorf, 1935 wegen seiner jüdischen Herkunft entlassen worden war, emigrierte die Familie in die Türkei. Seine Schulbildung erhielt Eckstein in England. Dort studierte er auch Medizin.
1958 bis 1961 baute er in Ankara am Kinderkrankenhaus der Hacettepe-Universität zusammen mit seiner Mutter, ebenfalls Kinderärztin, die Kinderchirurgie auf. 1961 kehrte er nach England zurück und arbeitete als Arzt in Facharztausbildung am Great Ormond Street Hospital in London, wo er ab 1963 als Facharzt für Kinderchirurgie und später am Queen Mary’s Hospital Carshalton, Surrey, arbeitete.
Eckstein beschrieb als erster die Ureterocystoplastie und führte 1973 die Blasenaugmentation mit Hilfe des dilatierten Ureters als Behandlungstechnik ein.
1981 wurde er Ehrenmitglied der Deutschen Gesellschaft für Kinderchirurgie.
In Istanbul wurde 1995 zu seinem Gedenken eine Ärztekonferenz abgehalten; aus diesem Anlass wurde ihm auch ein Fachbuch gewidmet.